# مایر امشل روتشیلد
مایر امشل روتشیلد (انگلیسی: Mayer Amschel Rothschild; ۲۳ فوریهٔ ۱۷۴۴ – ۱۹ سپتامبر ۱۸۱۲) بانکدار و نیکوکار اهل آلمان بود.
وی یک بانکدار یهودی-آلمانی و بنیانگذار سلسله بانکی روتشیلد بود. روتشیلد که به عنوان «پدر بنیانگذار امور مالی بین‌المللی» شناخته می‌شود، در سال ۲۰۰۵ در فهرست «بیست تاجر تأثیرگذار تمام دوران» مجله فوربس، در رتبه هفتم قرار گرفت.